# Błękitni Kielce (piłka nożna)
Błękitni Kielce – sekcja piłkarska klubu Błękitni Kielce, działającego także pod nazwami Partyzant i Gwardia.  Klub zlikwidowano 31 marca 2000.

## Historia
Klub został założony w 1945 jako KS Partyzant, zaś nazwa nawiązywała do partyzanckiej przeszłości znacznej części funkcjonariuszy Milicji Obywatelskiej. Jesienią tego roku piłkarze rozegrali pierwsze spotkanie w ramach eliminacji o wejście do klasy A okręgu kieleckiego. Cztery lata później w wyniku reorganizacji polskiego futbolu powstała II liga, a w jej gronie znalazł się kielecki klub, pod nazwą Gwardia. 20 marca 1949 drużyna rozegrała debiutancki drugoligowy mecz, w którym uległa Naprzodowi Lipiny. Zajmując w rozgrywkach ostatnie miejsce z dorobkiem 12 punktów na koncie, Gwardia szybko spadła. W 1951 drużyna ponownie uzyskała promocję i przez następne pięć sezonów grała na drugim szczeblu rozgrywkowym. Najlepszym miejscem zajętym przez klub w tamtym czasie była czwarta lokata w rozgrywkach 1952.
Po 1956 nazwę zmieniono na Gwardyjski Klub Sportowy Błękitni Kielce. Po likwidacji UB, pod koniec 1954, zespół, podobnie jak wszystkie jednostki organizacyjne Milicji Obywatelskiej, znalazł się w strukturach Ministerstwa Spraw Wewnętrznych. W tych latach drużyna osiągnęła też największy w swojej historii sukces – zagrała w ćwierćfinale Pucharu Polski w sezonie 1953/1954, w którym nie sprostała Legii Warszawa i przegrała 0:7. Od 1955 przez ponad 20 lat klub nie osiągnął większych sukcesów i ani razu nie grał w II lidze. Ponowny awans osiągnął dopiero w sezonie 1977/1978, zaś w latach 80. balansował pomiędzy II a III ligą. W sezonie 1990/1991 wzmocniono kadrowo zespół, który występował w szeregach trzecioligowców, walcząc jednak bez efektu o promocję do drugiej ligi. Obradujący w czerwcu 1991 nadzwyczajny zjazd Polskiego Związku Piłki Nożnej podjął decyzję o powiększeniu zaplecza najwyższej klasy rozgrywek do dwóch grup po 18 drużyn. Skorzystali na tym Błękitni, którzy jako wicemistrzowie makroregionu lubelsko-kieleckiego znaleźli się w gronie drugoligowców, rywalizując z nimi do 1995. 24 listopada 1998 zespół został odznaczony przez Polski Związek Piłki Nożnej "Srebrną Odznaką Honorową PZPN". Ostatnie mecze klub rozegrał w sezonie 1999/2000 w III lidze w grupie południowo–wschodniej. 31 marca 2000 został zlikwidowany.
W 2000 roku ze zlikwidowanej sekcji piłkarskiej GKS Błękitni Kielce oraz na bazie klubu MKS Korona Kielce powstał zespół, który przyjął nazwę Kielecki Klub Piłkarski Korona Kielce. W zasadzie był to transfer zawodników klubu GKS Błękitni do drużyny Korony Kielce, a zespół został zgłoszony do rozgrywek III ligi.

## Derby

### Derby Kielc
Błękitni grali mecze z Koroną, nazywane derbami Kielc. W drugiej lidze drużyny te spotkały się dwunastokrotnie, po raz pierwszy w sezonie 1982/1983, kiedy to Błękitni w spotkaniu u siebie pokonali lokalnego rywala 1:0, zaś w rundzie rewanżowej przegrali na wyjeździe 1:2. Drugoligowe derby odbywały się również w następnych trzech latach, zaś po raz ostatni na tym szczeblu rozgrywek zespoły spotkały się w sezonie 1992/1993. Wówczas Błękitni zwyciężyli dwukrotnie. W III lidze kluby rywalizowały ze sobą w 14 pojedynkach, w których to Korona okazała się lepsza, wygrywając osiem meczów.
| Wszystkie mecze |            |        |         |
| Mecze           | Zwycięstwa | Remisy | Porażki |
| 26              | 7          | 7      | 12      |

### Derby z innymi zespołami
Błękitni Kielce rozgrywali mecze derbowe z innymi zespołami z województwa świętokrzyskiego. Po raz pierwszy w II lidze z udziałem "Niebieskich" doszło do takich spotkań w sezonie 1978/1979. Błękitni rozegrali wówczas dwa pojedynki ze Starem Starachowice, które przegrali 0:1 i 0:2. Łącznie na poziomie drugoligowym klub rozegrał 16 meczów derbowych, pięć z nich wygrał, cztery zremisował oraz siedem przegrał. Strzelił i stracił po 15 goli. W III lidze drużyna brała udział w 106 takich spotkaniach, zwyciężając w 48.

## Występy w II lidze
| Sezon     | Liga                       | Pozycja | Mecze | Punkty | Bramki |
| --------- | -------------------------- | ------- | ----- | ------ | ------ |
| 1949      | II liga (grupa południowa) | 10      | 18    | 12     | 28–49  |
| 1951      | II liga (grupa IV)         | 5       | 14    | 12     | 26–30  |
| 1952      | II liga (grupa D)          | 4       | 18    | 18     | 27–23  |
| 1953      | II liga                    | 11      | 26    | 23     | 25–30  |
| 1954      | II liga                    | 9       | 20    | 30     | 23–38  |
| 1955      | II liga                    | 12      | 26    | 19     | 22–46  |
| 1978/1979 | II liga (grupa wschodnia)  | 14      | 30    | 26     | 29–33  |
| 1980/1981 | II liga (grupa wschodnia)  | 7       | 30    | 31     | 30–22  |
| 1981/1982 | II liga (grupa wschodnia)  | 4       | 30    | 32     | 31–24  |
| 1982/1983 | II liga (grupa wschodnia)  | 11      | 30    | 29     | 33–37  |
| 1983/1984 | II liga (grupa wschodnia)  | 11      | 30    | 29     | 20–23  |
| 1984/1985 | II liga (grupa wschodnia)  | 12      | 30    | 29     | 30–34  |
| 1985/1986 | II liga (grupa wschodnia)  | 16      | 30    | 19     | 23–37  |
| 1987/1988 | II liga (grupa wschodnia)  | 12      | 30    | 25     | 26–35  |
| 1991/1992 | II liga (grupa wschodnia)  | 6       | 34    | 38     | 32–20  |
| 1992/1993 | II liga (grupa wschodnia)  | 9       | 34    | 33     | 30–36  |
| 1993/1994 | II liga (grupa wschodnia)  | 6       | 34    | 38     | 29–25  |
| 1994/1995 | II liga (grupa wschodnia)  | 17      | 34    | 21     | 24–69  |

## Stadion
Błękitni Kielce rozgrywali domowe mecze na stadionie przy ulicy Ściegiennego, który zbudowany został już w latach 20.. Z biegiem lat obiekt był wielokrotnie modernizowany na potrzeby powstałego w 1945 klubu Partyzant, następnie Gwardia i wreszcie Błękitni. 6 lipca 1967 na stadionie rozegrano finału pucharu Polski. W dogrywce pierwszoligowa Wisła Kraków pokonała trzecioligowy Raków Częstochowa 2:0. Pod koniec lat 80. i na początku lat 90. obiekt wzbogacony został m.in. o halę sportową i hotel. Standard stadionu był jednak daleki od wymogów stawianych tego typu obiektom nawet w II lidze. Po zlikwidowaniu klubu na stadionie odbywały się różnego rodzaju festyny i koncerty.
Największą frekwencję na meczu drugoligowym z udziałem tutejszej drużyny Błękitnych odnotowano podczas spotkania z Górnikiem Zabrze, gdy na stadionie zasiadł nadkomplet kibiców. Obiekt przy ul. Ściegiennego prawdziwe oblężenie przeżywał także podczas walki kieleckiej Korony o awans do II ligi. Niezapomniany, ostatni pojedynek z Lublinianką, decydujący o awansie podopiecznych trenera Bogumiła Gozdura w szeregi drugoligowców, obejrzało, jak podały ówczesne media, około 20 tysięcy widzów.
W latach 2004–2006 został w tym miejscu wybudowany nowy Stadion Miejski na którym obecnie swoje mecze rozgrywa Korona Kielce.